# Keiko Tsushima
Keiko Tsushima (津島恵子?, Tshushima Keiko; Nagasaki, 7 febbraio 1926 – Tokyo, 1º agosto 2012) è stata un'attrice giapponese.
È nota in particolare per aver interpretato Shino nel film di Akira Kurosawa I sette samurai (1954).

## Filmografia parziale
- Anjô-ke no butôkai, regia di Kôzaburô Yoshimura (1947)

- Le campane di Nagasaki (長崎の鐘), regia di Hideo Ōba (1950)
- Il sapore del riso al tè verde (Ochazuke no aji), regia di Yasujirō Ozu (1952)
- Le ragazze di Okinawa (Himeyuri no Tô), regia di Tadashi Imai (1953)
- I sette samurai (七人の侍 Shichinin no samurai), regia di Akira Kurosawa (1954)
- Ukikusa nikki, regia di Satsuo Yamamoto (1955)
- Haru kuru oni, regia di Akira Kobayashi (1989)

## Doppiatrici italiane
- ? in Le campane di Nagasaki
- Flaminia Jandolo in I sette samurai
- Paola Del Bosco in I sette samurai (versione estesa del 1986)